# Эмилия Матерна Ферманция
Эмилия Матерна Ферманция (Терманция; лат. Aemilia Materna Thermantia, 386 — 30 июля 415, Рим) — дочь Стилихона и Серены, племянницы Феодосия Великого. Вторая супруга императора Флавия Гонория и родная сестра его первой жены Марии.

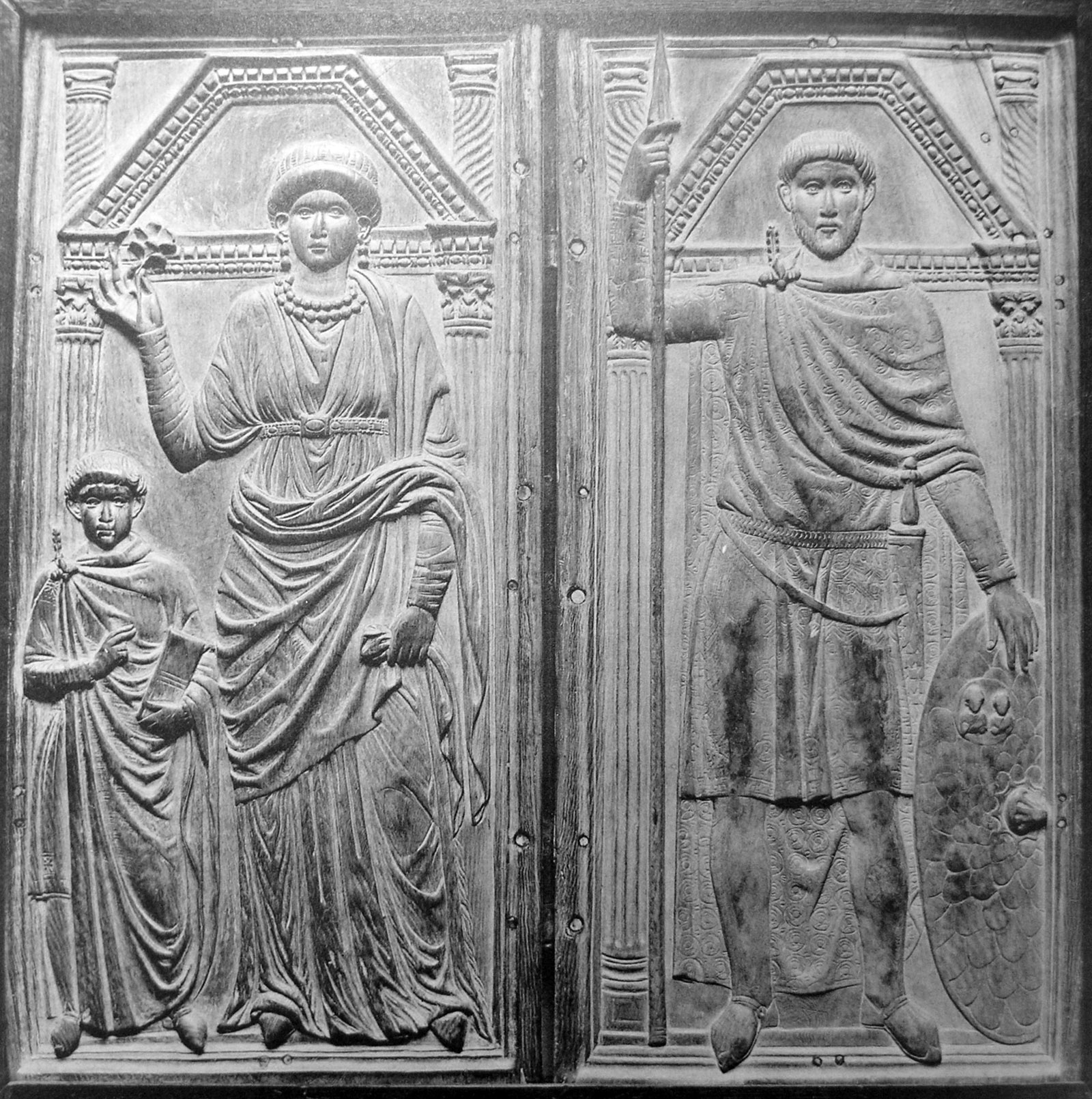
Родители Ферманции и брат Евхерий

В 408 году, вскоре после смерти старшей сестры Марии, вышла замуж за императора Гонория. Однако уже в конце того же года (после казни Стилихона) её изгнали из императорского дворца, и она вернулась в дом своей матери. По сведениям историка Зосима Ферманция осталась девственницей (Гонорий был либо импотентом, либо не интересовался женщинами).
В начале 409 года состоялся суд над Ферманцией. Римский сенат судил её за то, что ранее во время пребывания в храме Реи она сняла со статуи ожерелье и надела на себя. Она осталась жива, отделавшись штрафом. В 410 году Ферманция сумела пережить разграбление Рима вождём вестготов Аларихом. После этого она перебралась в Константинополь, где умерла в 415 году.